# Xã Salem, Quận Muskingum, Ohio
Xã Salem (tiếng Anh: Salem Township) là một xã thuộc quận Muskingum, tiểu bang Ohio, Hoa Kỳ. Năm 2010, dân số của xã này là 862 người.